# Syngrapha incompleta
Syngrapha incompleta är en fjärilsart som beskrevs av Reuter 1893. Syngrapha incompleta ingår i släktet Syngrapha och familjen nattflyn. Inga underarter finns listade i Catalogue of Life.